# Florentino Ameghino (Chubut)
Pour les articles homonymes, voir Florentino Ameghino (homonymie).
Florentino Ameghino, aussi appelée Ameghino ou Merayo, est une localité rurale argentine située dans le département homonyme, dans la province de Chubut. La localité est située à 268 mètres d'altitude, au milieu du plateau patagonien, au carrefour de la route nationale 3 et de la route provinciale 32,. Elle se trouve aux coordonnées 43° 50′ 04″ S, 65° 48′ 13″ O.

## Toponymie
Le village a été nommé en l'honneur de Florentino Ameghino, qui était un scientifique autodidacte, naturaliste, climatologue, paléontologue, zoologiste, géologue et anthropologue né en 1854 et décédé en 1911. Il est également appelé Merayo, du nom d'un colon local.